# Лъжовна съпруга
„Добрата съпруга“ (на английски: Housesitter) е американска романтична комедия от 1992 г. на режисьора Франк Оз, по сценарий на Марк Щейн, в главните роли се изпълняват от Стив Мартин и Голди Хоун. Филмът излиза на екран от 12 юни 1992 г. и се разпространява от Universal Pictures.

## „Добрата съпруга“ В България
В България филмът първоначално е издаден на VHS от Александра Видео през 90-те години с български субтитри.
На 30 юни 2001 г. филмът се излъчва по Канал 1 с първи български дублаж за телевизията, преведен като „Жена в къщата“. Екипът се състои от:
| Обработка              | Продуцентско направление „КИНО“                                                                  |
| ---------------------- | ------------------------------------------------------------------------------------------------ |
| Изпълнителен продуцент | Тодор Игнатов                                                                                    |
| Тонрежисьор            | Адриана Червенкова                                                                               |
| Режисьор на дублажа    | Петя Силянова                                                                                    |
| Озвучаващи артисти     | Даниела Будевска Красимира Казанджиева Петър Върбанов Стефан Стефанов Тодор Николов Христо Бонин |
| Превод                 | Екатерина Георгиева                                                                              |

През 2011 г. се излъчва и по Нова телевизия с втори дублаж. Екипът се състои от:
| Озвучаващи артисти  | Даниела Йорданова Ани Василева Здравко Методиев Силви Стоицов Александър Воронов |
| Преводач            | Благовест Костадинов                                                             |
| Тонрежисьор         | Стефан Дучев                                                                     |
| Режисьор на дублажа | Димитър Кръстев                                                                  |

През 2018 г. се излъчва по каналите на „БТВ Медиа Груп“ с трети дублаж, извършен от Медиа Линк. Екипът се състои от:
| Озвучаващи артисти  | Златина Тасева Мими Йорданова Любомир Младенов Христо Чешмеджиев Петър Бонев |
| Преводач            | Илияна Йорданова                                                             |
| Тонрежисьор         | Емил Енев                                                                    |
| Режисьор на дублажа | Милена Манчева                                                               |